# Henri Plantier
Claude-Henri Plantier (2 de março de 1813, Ceyzérieu – 25 de maio de 1875, Nîmes) foi um prelado, bispo de Nîmes de 1855 a 1875.

## Biografia
De 1847 a 1852, ele foi encarregado por Denys Affre de realizar as conferências da Quaresma na Catedral de Notre-Dame de Paris. Em 1863, ele publicou uma carta pastoral na qual se posicionou contra as touradas:
"Quando nos contam os detalhes desses combates horríveis… pensamos ouvir uma história dos tempos pagãos… Esses jogos só são atraentes pelo aspecto de perigo e sofrimento. É sobretudo a angústia ou a dor do touro que os fascina; e certamente, diga-se o que quiser, esse tipo de satisfação não é cristão. O espírito de mansidão e brandura é essencialmente o fundamento do Evangelho...

Do Mestre, essa virtude deve passar aos discípulos; e tamanha é a ternura e a profundidade nas intenções Daquele que a ordenou, que deve proibir não apenas de torturar, mas mesmo de ferir, ou até mesmo de inquietar qualquer ser para fazer divertimento de seu sofrimento. Bárbaro para com os animais [este espetáculo], o que é para o homem que luta contra eles? É, no mínimo, perigoso, quando não é mortal... E ainda se ousaria dizer que os cristãos podem assistir a tais cenas? (...) Portanto, do lado do espetáculo nada é digno do cristão, pois tudo é frívolo ou bárbaro."
Ele desempenhou um papel importante, junto com Louis Édouard Pie, bispo de Poitiers, nos debates sobre a infalibilidade papal. Alguns de seus comentários despertaram reações de Bismarck.
Em 1843, foi eleito membro da Academia de Ciências, Letras e Artes de Lyon.

## Posições
Ele era um ferrenho ultramontanista e antiprotestante.

## Obras
- Regras da vida sacerdotal (1859)
- Pio IX, defensor e vingador da verdadeira civilização (1866)
- Sobre os Concílios Gerais (1869)
- Contra a "Vida de Jesus", de Ernest Renan (1923)
- Instrução Pastoral do Bispo de Nîmes ao clero de sua diocese (1863)
- Conferências Proferidas em Notre-Dame de Paris (1848)
- Ensinamentos e consolações anexados aos nossos últimos desastres (1872)